# Petrosaurus mearnsi
Petrosaurus mearnsi (смугаста кам'яна ігуана) — вид ігуаноподібних ящірок родини фриносомових (Phrynosomatidae). Мешкає в США і Мексиці. Вид названий на честь американського натураліста Едгара Александера Мірнса.

## Опис
Смугасті кам'яні ігуани — ящірки з надзвичайно пласким тілом, довжина яких (без врахування хвоста) становить 6,2-8,7 см. Верхня частина тіла у них оливкова. коричнева або сіра, поцяткована білими або блакитними плямами. На горлі чорний "комір", хвіст смугастий. у самців візерунок на горлі більш виражений, а сині плями більш яскраві, ніж у самиць.

## Поширення і екологія
Смугасті кам'яні ігуани мешкають на півдні штату Каліфорнія в США та у Нижній Каліфорнії. Вони живуть серед високих скель, у тінистих, вузьких частинах каньйонів та на пустельних схилах гір, у нижній Каліфорнії також у чапаралі і сосново-ялівцевих рідколіссях на західних схилах гір Сьєрра-де-Сан-Педро-Мартир. Всеїдні, живляться комахами і павуками, а також квітами. Відкладають яйця з червня по серпень, в кладці від 2 до 6 яєць.